# Renzo Marcato
Renzo Marcato (Marcon, 14 novembre 1927 – Noale, 17 febbraio 2014) è stato un pittore italiano.

## Biografia

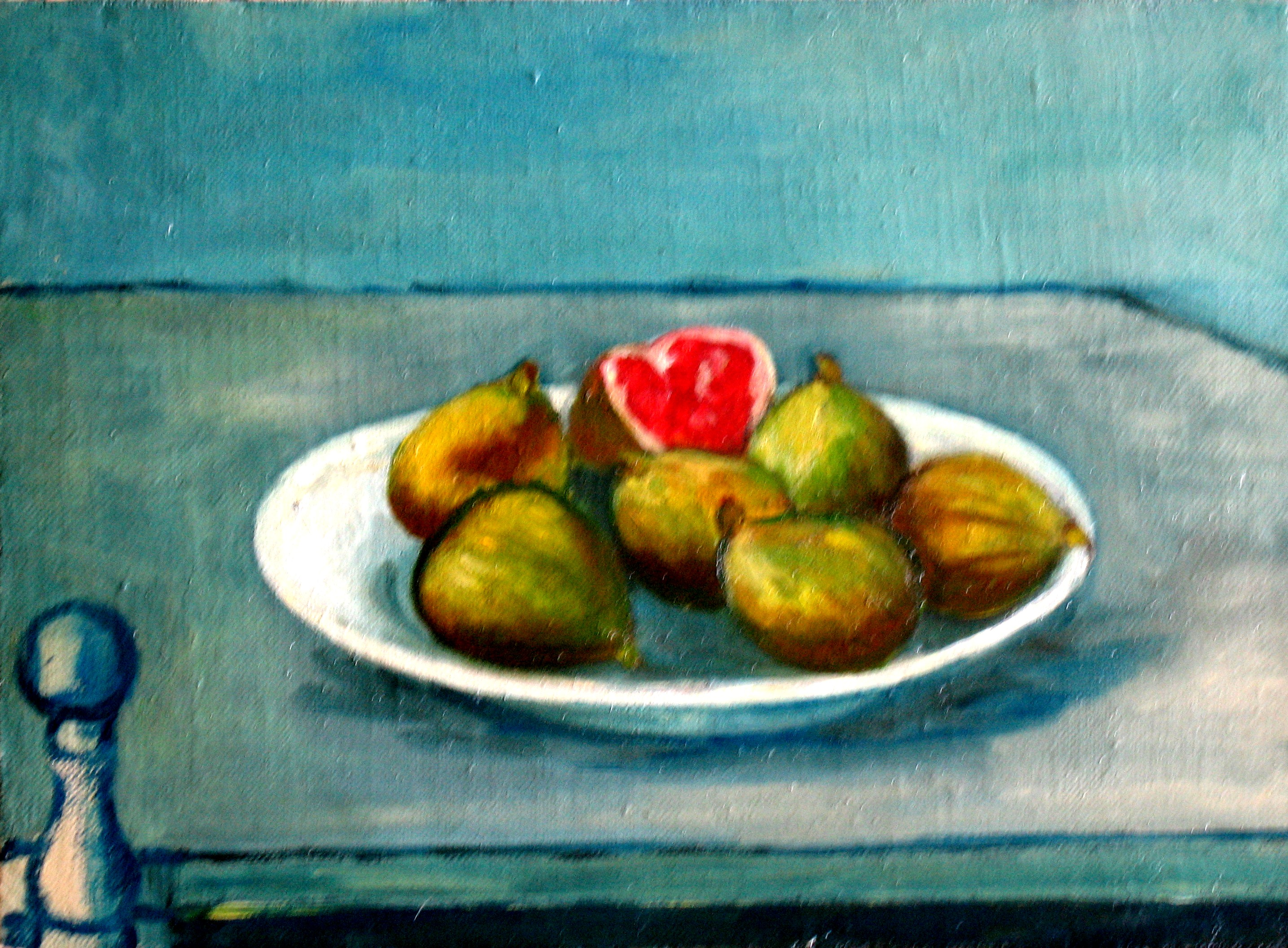
Piatto di fichi - olio su tela, 1972

Renzo Marcato nacque a Marcon (VE) nel 1927 in una numerosa famiglia, originaria della bassa padovana, che negli anni ’30 si trasferì a Spinea (VE).
Dopo gli studi primari iniziò ad appassionarsi di pittura frequentando il maestro Bruno Mion che gli fece conoscere e amare Venezia e lo indirizzò verso il mondo dell’Arte.
Ultimati gli studi all’Istituto d’Arte della città lagunare, cominciò a dipingere e contemporaneamente a insegnare presso la Scuola di Avviamento del Lavoro e la Scuola Media. Gli allievi di quel tempo, spesso operai, manovali, contadini, gente semplice e umile, divennero i modelli dei suoi primi numerosi ritratti.
In quegli anni prese a frequentare assiduamente Venezia, le mostre d’arte e il vivace e stimolante ambiente culturale, entrando in contatto con parecchie personalità del mondo artistico, da Felice Carena a Bruno Saetti, da Remigio Butera a Mario De Luigi, a Gastone Breddo, col quale ebbe un'intensa corrispondenza. Questi personaggi, che dapprima erano i suoi insegnanti, maestri, divennero successivamente importanti riferimenti della sua crescita artistica e quindi significative amicizie con cui scambiare idee, opinioni, analizzare i movimenti artistici e intellettuali del tempo.
Si gettò sempre più a capofitto nella pittura e iniziò la sua attività alla Galleria dell’Opera Bevilacqua La Masa di Venezia, dove tenne anche due mostre personali nel 1958 e nel 1964. Nella stessa Galleria, infatti, già a partire dalla fine degli anni ’40 partecipò anche a diverse mostre collettive in cui vinse anche due premi, nel 1948 – a soli ventun anni – alla “Collettiva di Giovani Artisti” e nel 1955 all’ ” Associazione Artisti di Roma”. Furono anni intensi, proficui, animati da forte entusiasmo e voglia di crescere, oltre che di confrontarsi con le avanguardie e i giovani pittori emergenti.
Nel 1951 vinse il concorso per l’esecuzione di un affresco a Cortina d’Ampezzo. Nel 1956 alla “Mostra del Paesaggio - città di Mirano” gli venne assegnato il secondo premio. Nell'estate del 1958 venne premiato alla “Mostra del Paesaggio” di Portogruaro. Nel 1961 ottenne il primo premio per il ritratto al “Premio di Pittura - città di Mirano”.
A metà anni ’50 cominciò anche la sua attività musiva, con numerosi lavori di grandi dimensioni per enti pubblici e per privati, a Quarto d’Altino, Meolo, Mirano, Spinea, Dolo, Cortina d’Ampezzo, Marcon e Monselice.
Dopo un iniziale breve periodo presso l’Istituto d’Arte, dal 1966 iniziò l'insegnamento di Figura Disegnata all'Accademia di Belle Arti di Venezia, divulgando le tecniche e la storia dell'arte a generazioni di allievi.
Questa nuova stagione gli permise anche di conoscere e frequentare con assiduità figure illustri dell'Arte e della cultura come Virgilio Guidi, Luigi Tito, Sandro Sergi, Diego Valeri, Paolo Barbaro, Andrea Zanzotto. Su tali rapporti di grande intensità e amicizia, oltre che di confronto intellettuale, ebbe poi modo di scrivere testimonianze, articoli, critiche su “L’Avanti”, su “Il Gazzettino”, sul “Diario”, sul “Pensiero Mazziniano”.
Da metà anni ’70, dopo aver partecipato a varie mostre collettive regionali e nazionali, tra cui gli omaggi “A Diego Valeri” (Opera Bevilacqua La Masa – Venezia 1972), “VIII Centenario della nascita di San Francesco (Centro d'Arte San Vidal – Venezia 1982) e “A Pier Paolo Pasolini” (Centro Culturale Codroma – Venezia 1989), e tenuto mostre personali a Roma, Venezia e Verona, pur continuando a dipingere sempre con passione e costanza tra le città si Spinea, Venezia e Asolo, iniziò a vivere “da pittore nascosto” – come evidenziò molti anni dopo il critico d’Arte Paolo Rizzi – rifiutando le seduzioni del mercato e non curandosi più di promozionare la sua arte.
Nonostante ciò la produzione di dipinti e la ricerca del colore e della luce proseguì con sempre maggiore intensità, culminando a fine anni ’80, dopo un lungo soggiorno in Inghilterra assieme al figlio, in una pittura informale che sublima i cieli grandiosi di John Constable e i vapori di William Turner. Fu la stagione di opere di fantasia, di emozione, dove la luce assoluta sembra essere il punto d’arrivo del suo percorso d’artista. Tuttavia, contemporaneamente, continuò a dipingere nature morte, fiori, vedute veneziane, paesaggi asolani e soprattutto ritratti, oltre ai tantissimi disegni che rappresentano il suo “mestiere” di docente.
Solo di rado, spinto dall’amico pittore Alessandro Sergi, ripropose le sue opere in qualche mostra collettiva, come ad esempio all’ VIII Centenario della nascita di San Francesco” (Centro d’Arte San Vidal – Venezia 1982), all’omaggio “A Pier Paolo Pasolini” (Centro Culturale Codroma – Venezia 1989). Dopo la presenza alla Collettiva “Figure ‘99”, organizzata nel 1999 dal Comune di Spinea, nell'autunno del 2000 la città di Spinea volle dedicargli una mostra antologica a Villa Simion, dove furono esposti circa 150 quadri tra dipinti e disegni di oltre mezzo secolo di attività e di profonda fede nell’Arte.
È stata questa l’ultima apparizione pubblica per la sua arte, parecchi anni prima della sua morte avvenuta a Noale nel 2014.

## Critica

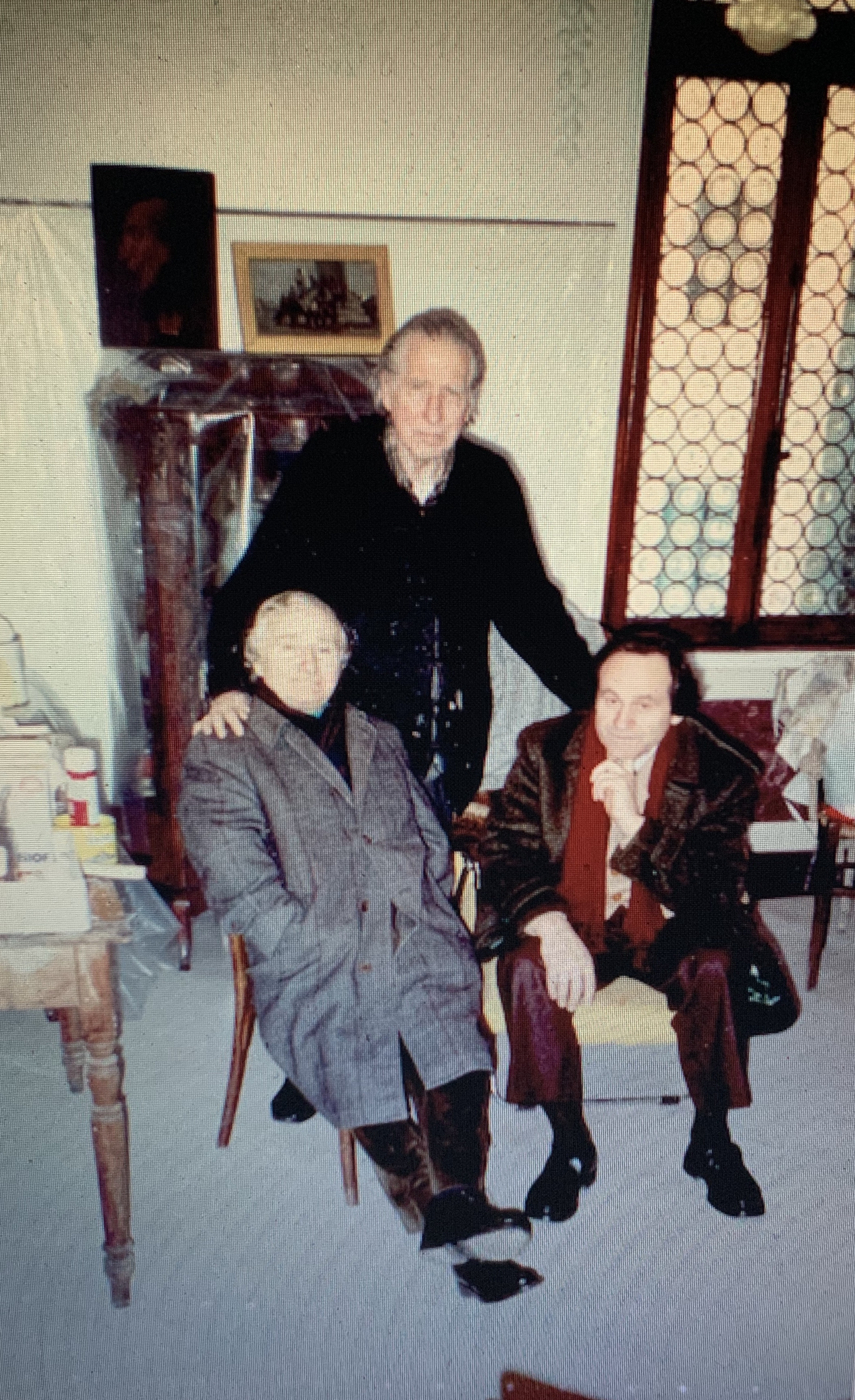
I pittori Alessandro Sergi e Renzo Marcato nello studio del maestro Luigi Tito - Venezia 1986

### Diego Valeri
… Renzo Marcato è un valoroso pittore-disegnatore, un “pittore di figura”, innamorato delle forme umane, attento a coglierne le strutture e i caratteri distintivi, …il suo amor del vero è amor dei moti interiori della vita e le sue figure sono manifestamente in movimento spirituale, portano in sé il palpito della vita, quel palpito allo stato puro, allo stato di natura.
… la sua nota poesia, chiusa nel suo adorabile mistero di forma e colore, si riflette nell’opera pittorica ferma e, insieme, sensibile, perpetuamente tesa eppure, sempre saldamente composta.
Venezia, 1964
La pittura di Renzo Marcato ha, indubbiamente, il pregio raro di un proprio tono e di un proprio accento.
… chè il suo modo di vedere e sentirla realtà che lo circonda, uomini e cose, si traduce direttamente e fedelmente nel suo modo di rappresentarla. Da ciò la patente “verità” dei suoi ritratti e dei suoi paesaggi; da ciò quel discreto emergere del colore dai suoi fondi neri e quel segno sicuro di contorno in cui si chiudono le figure umane e gli alberi e le case…
Dovessi proporre una formula per la pittura di Marcato direi ch’essa è, a suo modo “naïve”. A suo modo: e cioè con lucida coscienza, se non della propria “naïveté”, della necessità di mantenersi spontanea e semplice nel profondo; e con una perizia tecnica che non si ostenta mai, ma pure è semplice e distinguibile e riconoscibile nell’opera, diciamo meglio, nella qualità dell’opera.
Dal Catalogo della personale Galleria S. Luca di Verona, 1968

### Raffaello Biordi
… pittori come Renzo Marcato che operano nel solco di una gloriosa tradizione contribuendo al prestigio dell’arte e non al suo progressivo immiserimento, … pittori come Renzo Marcato che filtrando il vero attraverso il oro spirito ce lo restituiscono sulla tela con la stessa carica di poesia e bellezza e di umanità che essi seppero scoprirvi in profondità e non limitandosi alla sola impressione estetica.
"Il Giornale d'Italia", Roma 1971

### Giuseppe Mazzariol
Non posso quindi che plaudire all’iniziativa dell’Amministrazione Comunale di Spinea che si rende conto evidentemente della importanza della presenza di un’opera d’arte nell’edificio della comunità e mi felicito anche per la scelta di un pittore così dotato e sincero come Renzo Marcato.
Settembre 1963

### Felice Carena
Quando si deve scrivere di un artista credo sia inutile dilungarsi in tortuose osservazioni ed in inutili intellettualismi: quando ci si trova davanti ad un buon pezzo di pittura, c’è in realtà, poco da dire.
… le tue idee erano chiare e semplici e i tuoi dipinti di oggi, e sono passati da allora parecchi anni, sono semplici e chiari come allora le tue parole. Questa mi pare la più grande lode che si possa fare ad un artista: la coerenza alla propria voce dell’anima è una legge del mestiere.
… non dare molta importanza alle facili lodi ed ai più facili biasimi, ascolta soltanto il tuo cuore, segui la tua via, credi nel mestiere, nella fatica e nella continua osservazione della natura e concentra tutto te stesso nell’amore dell’arte che è la cosa più bella che ci sia al mondo.
Dal Catalogo della personale Galleria S. Luca di Verona, 1965

### Virgilio Guidi
Il Marcato è uno di quegli esempi che dà ogni provincia italiana e nei quali è la memoria di illustri tradizioni, espresse talvolta con coraggio timoroso.
… per sua natura, infatti, è portato a dare il colpo delle cose con un’intensità chiaroscurale ed un sentimento ricco di umanità che la semplicità dei mezzi espressivi evidenzia in misura particolare.
Ho visto di lui, ad esempio, una figura di uomo accampata sola in mezzo alla tela, non senza una certa solennità. È encomiabile, sempre in tal quadro, come in molti altri, la decisione tonale dell’oggetto sul fondo, che è il suo spazio; il quale spazio, per via di una visione realistica, non può essere che famigliare, cioè capace di raccogliere personaggi, sentimenti ed azioni famigliari.
In sostanza egli è un pittore, vero, perché non lascia nulla al caso, operando sempre in lui la sua coscienza, cosicché egli riesce ad essere se stesso in modo eccezionale ed esce fuori dalla congerie di masse ingiudicabili.
Venezia, 1968

### Gian Luigi Verzellesi
I ritratti rivelano doti di sondaggio psicologico…, e soprattutto nei disegni spicca la vena di un artista che sa ancora interrogare le cose e le persone, che rischiano di impallidire nella consuetudine, riscattandole in una luce blanda, dove ci appaiono come rinnovate da un imprevedibile fora di verità discreta e silenziosa…
… Marcato sa immettere nel suo conservatorismo una linfa fresca, che allontana il pericolo della ripetizione e delle “soluzioni di comodo” predilette dai reazionari meno alacri e dagli innovatori più velleitari…
"L'Arena di Verona" 1969

### Mario De Luigi
Potrà sembrare illogica la stima che io porto a questo pittore, quando si sa che io sono irriducibilmente convinto della inevitabilità di tutto ciò che avviene nel campo del linguaggio plastico.
… e si andrà fino in fondo per dare definitivamente a questa Europa il suo vero volto, esausto, sfinito.
… si brucierà tutto ciò che si sa, per ritrovare il Dio biblico, quando le orde umane terrorizzate e urlanti invocheranno un serpente di bronzo per giustificare la ragione di esistere…
E intanto ci consola il racconto degli avi: quando Clelia passa il fiume portata dall’alone folgorante del sole; quando sudati, all’ombra di un “capitello” al crocicchio della strada e ci accorgiamo, dal canto del vespero, che le api hanno fatto il nido dietro immagine sacra.
Così ho trovato Marcato, solo, davanti al suo modello, mentre il sole correva per il grande arco celeste.
Dal Catalogo della personale alla Galleria del Palazzo delle Esposizioni di Roma, 1971

### Gastone Breddo
L’intreccio omogeneo delle sue fantasie: i suggerimenti della sua natura, gli appunti sulla realtà, strumenti di sottili ripensamenti spirituali si mescolano e confondono nei suoi quadri. I cieli, le case degli uomini, gli alberi, gli oggetti umili, la terra, i volti umani paiono assumere l’importanza di un’acerba confessione umana: una scabra e mai divertente architettura dell’anima e delle cose mai manomesse o stravolte dalle sovrastrutture e dalle superficialità del costume.

… Una solitaria conquista da guadagnare a poco a poco, d’un accento umano che duri al di là dfiducia nell’uomo: uno scavo psicologico e, insieme, una testimonianza di quella “fatica di vivere” raccontata da Cesare Pavese.

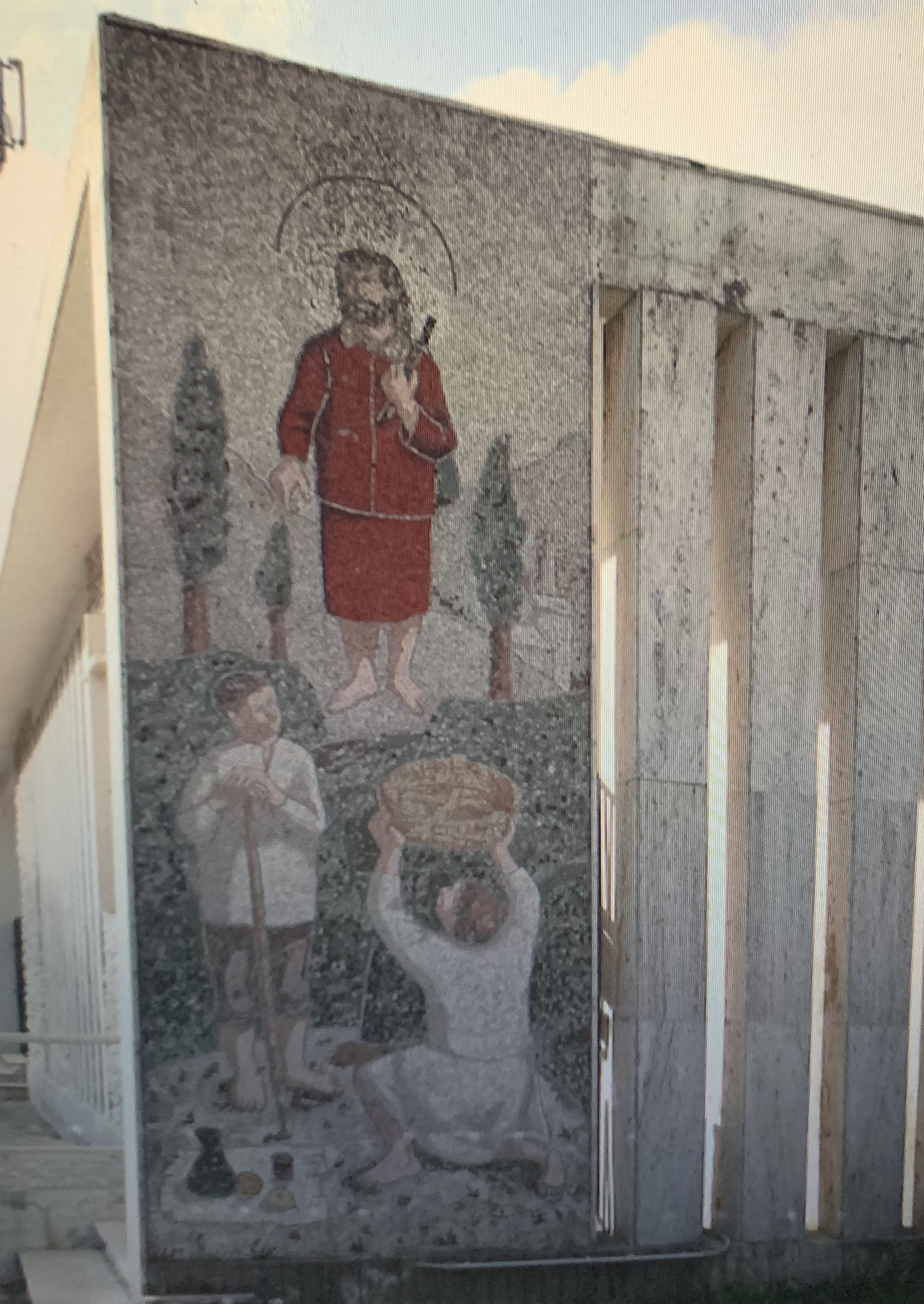
Mosaico al Cimitero di Spinea - 1958

### Paolo Rizzi
Ecco un pittore che pare aver scelto il motto di Epicuro: “Vivi nascosto”. Non si è mai curato di promozionare (oggi si dice così) la sua arte; anzi ha sempre rifiutato le seduzioni del mercato. Eppure Renzo Marcato è stato, ed è tuttora, eccellente pittore. Da quasi mezzo secolo dipinge con una qualità che diremmo classica, Essa gli ha permesso di passare dall’umoroso realismo giovanile alle finezze atmosferiche e cromatiche della maturità, fino alle soluzioni di mera luce degli anni recenti.
… Era intorno ai trent’anni quando dipinse opere che ricordo di aver visto e recensito sul “Gazzettino”. Scrivevo, nell’occasione di una mostra a Venezia nell’aprile 1958, che egli rivelava “una forza patetica e felici intuizioni di colore: un colore basso e denso, intensamente espressivo”. A distanza di tanti anni quei quadri, tra cui il “Chierichetto” e il “Contadinello”, mi appaiono ancor più belli. Essi sono avvolti in un’aria di recupero del vero che, nell’epoca dominata dall’informale, non era solo un modo controcorrente, ma un atto di fiducia nell’uomo: uno scavo psicologico e, insieme, una testimonianza di quella “fatica di vivere” raccontata da Cesare Pavese.
… Del resto Marcato si allineava, in quel periodo, ad un filone che qui nel Veneto ma anche a Milano (ad esempio nei cosiddetti giovani pittori del “Realismo esistenziale”) aveva connotazioni simili. Si trattava di uno stato d’animo, ma anche di un modo preciso e duro di far pittura, che scavalcava ogni edonismo come anche ogni impostazione museale, compresi i riferimenti caravaggeschi e secenteschi. Lo conferma l’impianto stilistico che si riscontra in altri soggetti intorno al 1960: come le nature morte e come anche i paesaggi.
Nel 1966 l’incarico di insegnante di “figura disegnata” a Venezia …, è qui che si verifica la prima e fondamentale svolta: è la luce della laguna, i suoi toni cilestrini, l’aria stessa della città, la sua grande storia pittorica, i cieli tiepoleschi, ma anche l’eleganza delle modelle dell’Accademia, a schiarire la sua pittura: a renderla più morbida, meno risentita e scabra. Marcato si rivela subito grande disegnatore. Maestri come Saetti e Carena lo ammirano. Alcuni premi lo incoraggiano. Ottiene anche commissioni pubbliche …
… nei quadri degli anni sessanta e settanta prevalgono le figure femminili, soprattutto nudi: una pittura di raffinati accordi cromatici, avvolta da un tono spesso azzurrino, con una plasticità appena accennata. Gli sfondi sono quasi sempre spogli, come d’un cielo che si allontana all’orizzonte; e la luce è soffusa con maestria. I riferimenti storici per Marcato erano magari Masaccio e Piero della Francesca (talora Cézanne e persino Picasso) ma l’aria era e resta inconfondibilmente veneta. Nelle nature morte, specie in quelle con i frutti succosi, il venezianismo naturalmente s’accentua, proprio per contrappunti timbrici brillanti, che poi si accentuano nei fiori dove il colore s’accende ancor più. È una pittura matura, di magistrale forza evocativa, ormai liberata da ogni modello stilistico, e che fa della luce il suo continuo assillo..
La fase conclusiva non poteva che essere quella della ricerca assoluta della luce. … in un lungo soggiorno in Inghilterra, nel 1985, di fronte ai cieli grandiosi di Constable e ai vapori di Turner che si dissolvono nel pulviscolo atmosferico, l’origine tutta veneziana della luce si precisa. Ne esce una serie di quadri, per gran parte di piccole dimensioni, in cui il cielo la fa da protagonista. …Marcato dipinge la luce nelle sue volute e nei suoi filamenti, nelle macchie che si sciolgono e nelle minime screziature di colore. Ormai siamo alla pittura pura: nebulose tiepolesche e umidori turneriani, abbagli, esplosioni, vibrazioni continue, fasci luminosi, forme senza forma. È la meta, il punto d’arrivo di un percorso durato mezzo secolo.  … Ci si rende conto, a questo punto, che il soggetto conta per lui fino ad un certo punto: quel che emerge è la qualità in sé della pittura, la magia dell’illusione che porta lontano, diventa sfogo sublime della fantasia.
… e ci sono i disegni: dal purissimo tratto, dal profilo toccato con immediatezza e grazia, fino al chiaroscuro umoroso di certi nudi. Anche qui, come s’è detto, Marcato è maestro.
… una testimonianza di fede nell’arte: il segno di qualcosa che sfida i tempi nella rincorsa perenne della bellezza.
Dal Catalogo della personale Villa Simion di Spinea, ottobre 2000